# Ali Odabas
Ali Odabas (* 20. Oktober 1993 in Schwäbisch Gmünd) ist ein deutsch-türkischer Fußballspieler.

## Laufbahn
Odabas durchlief bis zur U-19 die Nachwuchsabteilung des VfR Aalen. Ab 2012 kam er für die zweite Mannschaft des Vereins zum Einsatz, mit der er in den folgenden beiden Jahren aus der Landesliga über die Verbandsliga in die Oberliga zweimal aufstieg. In der Oberliga Baden-Württemberg konnte er sich ab 2014 als Stammspieler etablieren und erzielte in 32 Spielen vier Tore. 
Im Sommer 2015 wechselte er in die Regionalliga Bayern zum SSV Jahn Regensburg, wo er sich als Stammspieler durchsetzte und mit der Mannschaft am Ende der Saison die Meisterschaft und den Aufstieg in die 3. Liga erreichte. Die erste Hälfte der darauffolgenden Drittligasaison 2016/17 verpasste er aufgrund einer Knieverletzung, woraufhin er nur noch in einigen Rückrundenspielen zum Einsatz kam. Mit dem Verein erreichte er am Ende der Saison den Aufstieg in die 2. Bundesliga.
Mit Beginn der anschließenden Saison 2017/18 wurde Ali Odabas an den Drittligisten FSV Zwickau verliehen. Dort absolvierte er jedoch nur zwei Spiele zu Saisonbeginn, ehe er aufgrund einer erneuten Knieverletzung für den Rest der Spielzeit ausfiel. Nach Saisonende kehrte er 2018 nach Regensburg zurück, kam dort anschließend aber nur noch vereinzelt bei der zweiten Mannschaft in der Bayernliga zum Einsatz. Zur Drittligasaison 2019/20 verpflichtete der FSV Zwickau den Verteidiger schließlich fest. Dort konnte er sich mit Ausnahme einer dreimonatigen Phase im Herbst 2019 als Stammspieler durchsetzen. In der folgenden Saison 2020/21 verlor er jedoch seinen Stammplatz erneut und absolvierte nur noch zwei Drittligaspiele für die Sachsen.
Im Sommer 2021 verließ Odabas die Zwickauer daraufhin und kehrte zu seinem Jugendverein VfR Aalen zurück, der mittlerweile in der Regionalliga Südwest spielte. Dort konnte er sich als Stamm- und Führungsspieler etablieren. Zur Saison 2023/24 wurde er zum Mannschaftskapitän ernannt. Im Sommer 2024 stieg er mit der Mannschaft in die Oberliga Baden-Württemberg ab.

## Erfolge
- Meister der Regionalliga Bayern 2016 und Aufstieg in die 3. Liga mit dem SSV Jahn Regensburg
- Aufstieg in die 2. Fußball-Bundesliga 2017 mit dem SSV Jahn Regensburg